# Трей, Саша
Саша Трей (фр. Sacha Treille; род. 6 ноября 1987, Гренобль) — французский хоккеист, крайний нападающий. Игрок сборной Франции.

## Карьера

### Клубная
В списке клубов, за которые он выступал, есть французский «Гренобль», чешские «Спарта» и «Кладно», шведские «Мальмё», «Ферьестад», «Бофорс» и «Нюбру Викингс».

### В сборной
В сборную вызывается с 2007 года. С 2008 года неизменный участник всех чемпионатов мира в Топ-дивизионе.

## Семья
Отец Филипп и старший брат Йорик также непосредственно связаны с хоккеем: Йорик — действующий игрок, Филипп — бывший игрок, ныне тренер.

## Титулы
- Чемпион Франции (2007)
- Победитель Кубка Франции (2008)
- Победитель Кубка французской Лиги (2007)
- Чемпион Швеции (2009)